# Boissy-aux-Cailles
Boissy-aux-Cailles település Franciaországban, Seine-et-Marne megyében. Lakosainak száma 274 fő (2022. január 1.). Boissy-aux-Cailles Tousson, Nanteau-sur-Essonne, Le Vaudoué, Amponville, Buthiers és La Chapelle-la-Reine községekkel határos.

## Népesség
A település népességének változása:
| Lakosok száma | 307  | 300  | 301  | 290  | 285  | 280  | 278  | 276  | 274  |
|               | 2013 | 2015 | 2016 | 2017 | 2018 | 2019 | 2020 | 2021 | 2022 |